# جمهوری کومی

جمهوری کومی در نقشهٔ روسیه.

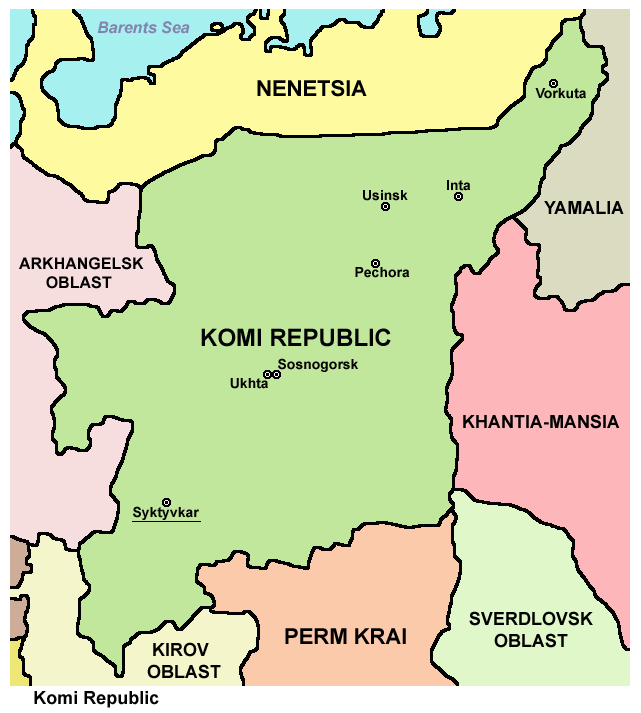

جمهوری کومی (به روسی: Респу́блика Ко́ми, Respublika Komi) یکی از جمهوری‌های روسیه است.پایتخت آن شهر سیکتیوکار و جمعیت آن ۹۰۱٬۱۸۹ نفر است (سال ۲۰۱۰).
طبق سرشماری سال ۲۰۱۰، روس‌ها ۶۵٫۱ درصد از جمعیت جمهوری را تشکیل می‌دهند، در حالی که کومیها ۲۳٫۷ درصد را تشکیل می‌دهند. دیگر گروه‌ها عبارتند از اوکراینی‌ها (۴٫۲٪)، تاتارها (۱٫۳٪)، بلاروسی‌ها (۱٪)، آلمانی‌ نژادها (۰٫۶٪)، چوواش‌ها (۰٫۶٪)، آذری‌ها (۰٫۶٪)، و گروه‌های کوچک‌تری که هر کدام از آنها کمتر از ۰٫۵٪ از کل جمعیت را تشکیل می‌دهند.